# Veľké studienky
Veľké studienky – dolina w Wielkiej Fatrze na Słowacji. Jest lewym odgałęzieniem Dedošovej doliny (Dedošová dolina). Lewe zbocza tworzy północny grzbiet Smrekova (1441 m), prawe północny grzbiet szczytu Kráľova skala (1377 m). Dolina górą rozgałęzia się na dwie odnogi; jedna podchodzi pod Sedlo pod Smrekovom, druga pod grzbiet łączący Kráľovą skalę ze Smrekovem.
Dolinę porasta las, jedynie jej najwyższe partie są trawiaste. Są to pasterskie hale. Znajdują się w niej także wapienne skały. Dnem doliny spływa potok będący dopływem Gaderskiego potoku ([Gaderský potok).
Na hali w najwyższej części doliny, tuż pod grzbietem, znajduje się Salaš Smrekovica. Jest to tzw. útulňa – przebudowany szałas dostosowany do biwakowania i noclegowania dla turystów niewymagających komfortu. 

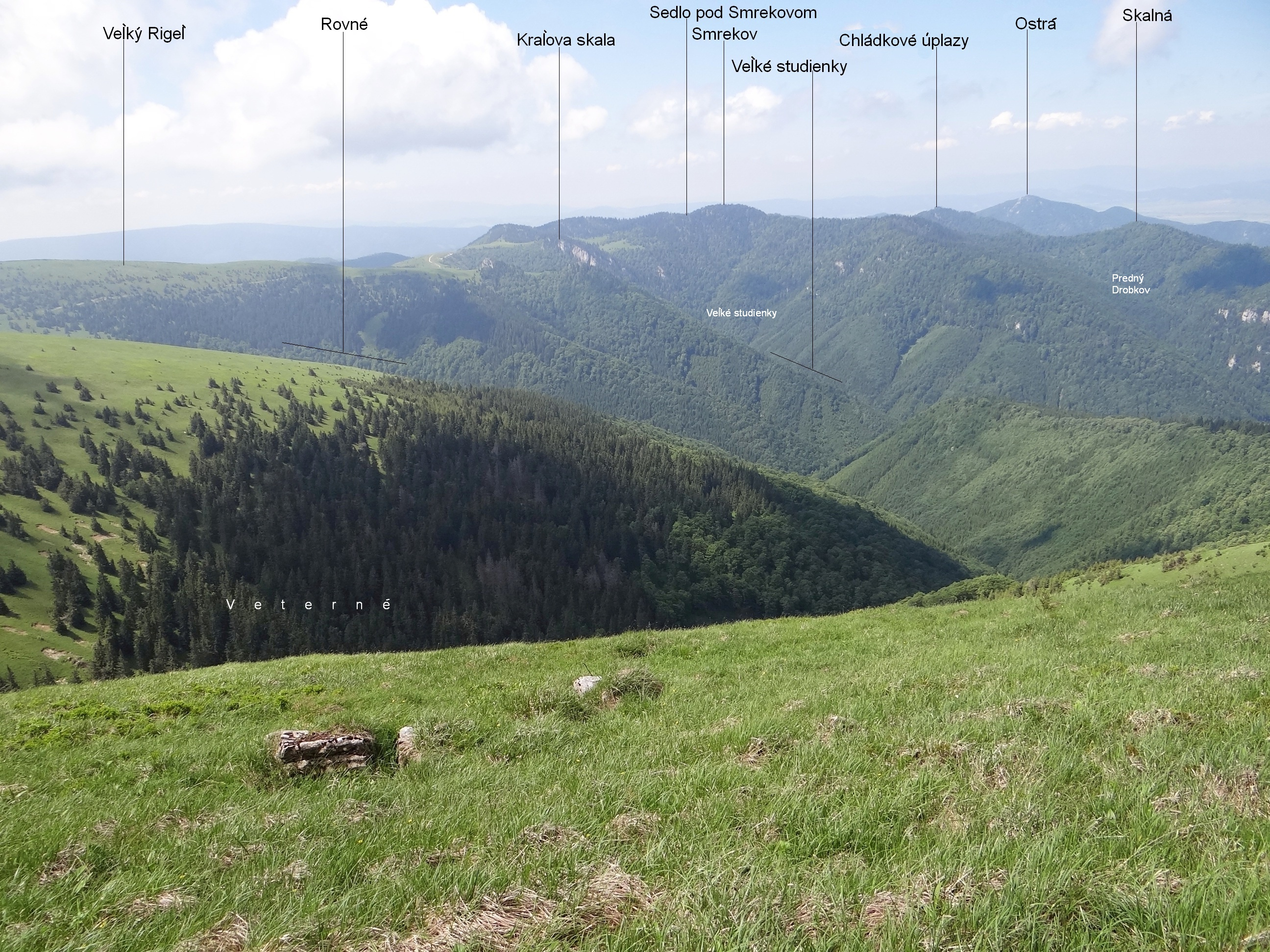
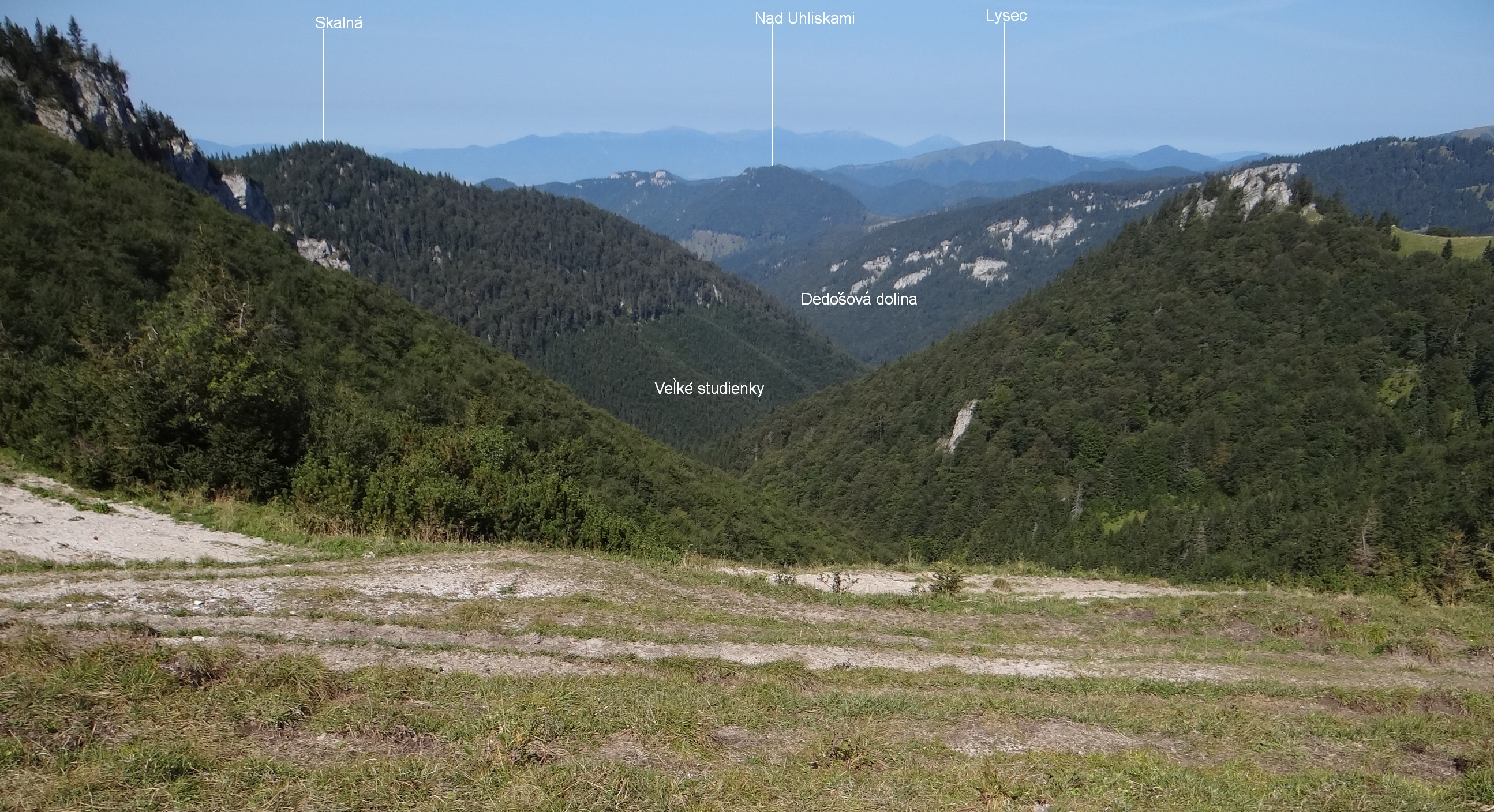
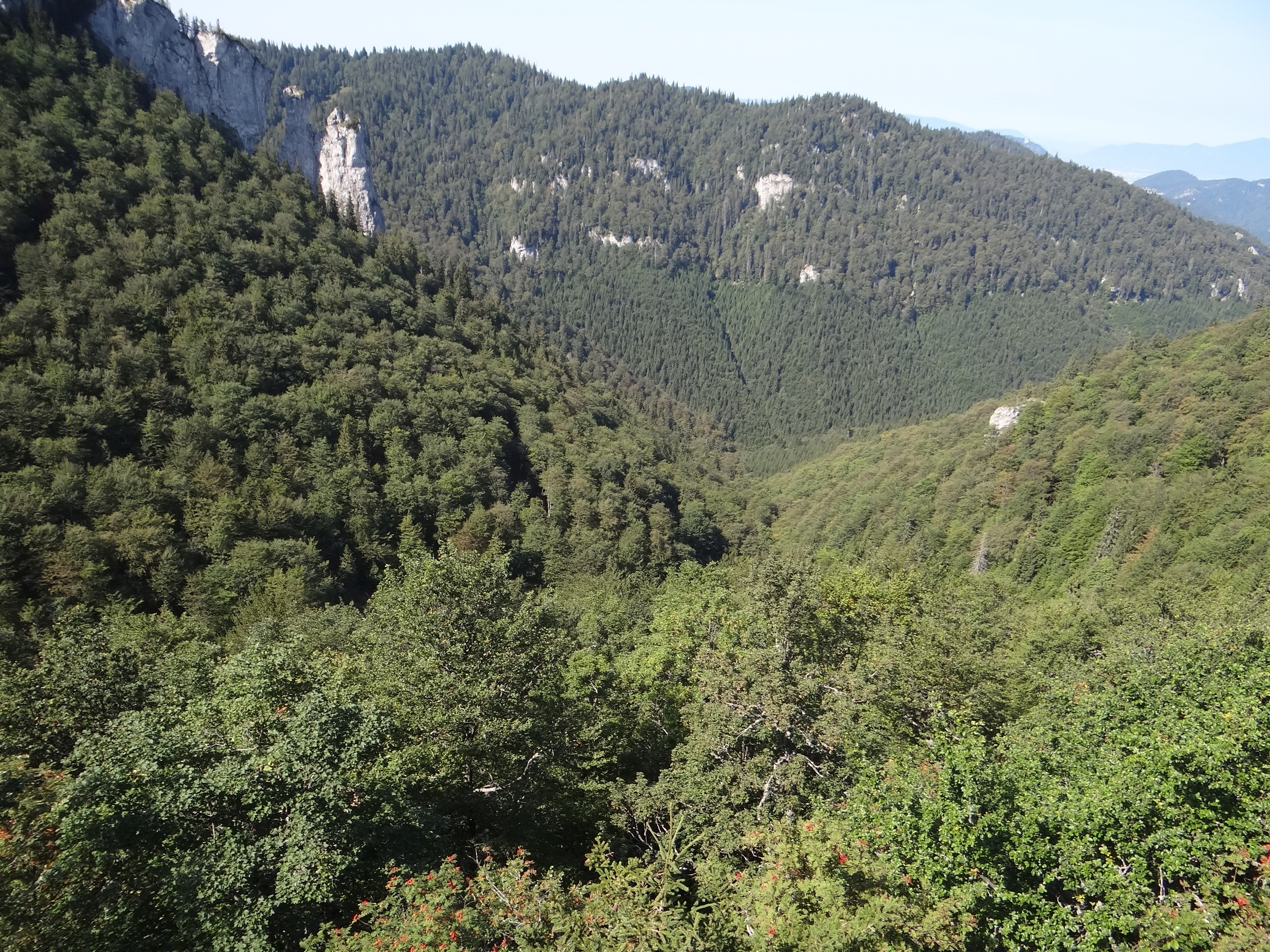